# Henk Alsem

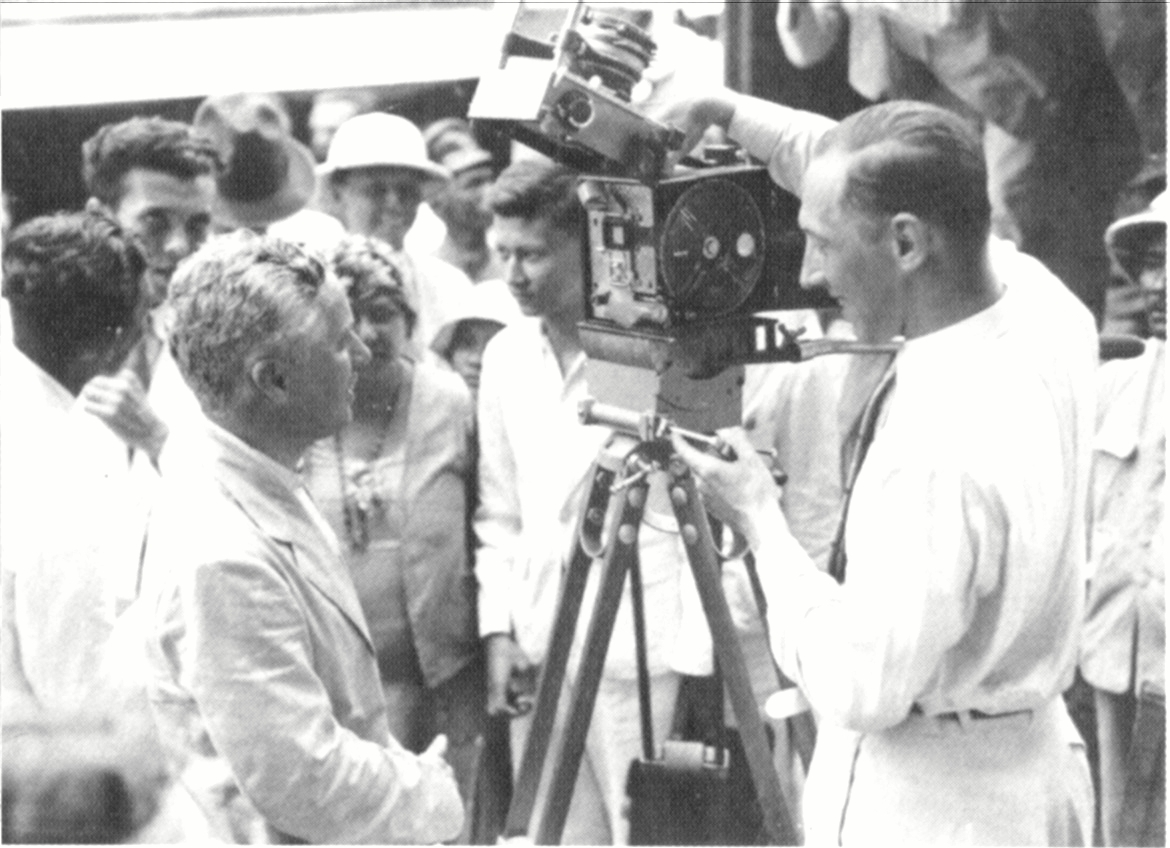
Charlie Chaplin (links) bewondert de 35mm-cinecamera van Henk Alsem (rechts) op de kade van Tanjung Priok Wharf, vlak nadat Chaplin in de haven van Batavia was aangekomen (1931).

Hendricus (Henk) Maria Antonius Alsem (Den Haag, 19 mei 1902 - aldaar, 28 april 1953) was vanaf eind jaren twintig tot in de jaren vijftig een bekende Nederlandse journalist, cameraman, cineast en documentairemaker.

## Levensloop
Henk Alsem groeide op in en rond het Haagse Chateau Bleu-Roomhuis-Boshek, waar hij woonde en waarvan zijn ouders de uitbaters waren. Hij was zelf ook nog enige tijd eigenaar van het complex. De gebouwen lagen in het Haagse Bos aan de paleistuinen van Paleis Huis ten Bosch. Op deze locatie staat tegenwoordig het woonzorgcentrum Residence Chateau Bleu.
In de oorlog zat Alsem van 31 augustus 1940 tot 30 november 1940 en daarna nog enkele malen voor kortere duur opgesloten in het 'Oranjehotel' in Scheveningen. Volgens de "Nagekomen gegevens Gastenboek I" wegens "uitsteken vlag, ruzie m. Duitschers, ill. groepscomm." Zijn behandeling daar was zodanig dat hij onder behandeling van morfine werd gesteld en volgens de overlevering zou dit tot een afhankelijkheid hebben geleid.
Tijdens een van zijn verblijven in het Oranjehotel is Alsem door de Duitsers ter dood veroordeeld en heeft hij enige tijd in de beruchte Doodencel 601 doorgebracht (de veroordeling werd later weer ingetrokken). Alsem heeft daar een plankje met onderop de laatste groet van een eerder geëxecuteerde verwijderd en het later aan de familie van het slachtoffer gegeven.
Alsem was ook stichter van de 'Groep Alsem', een (niet-officiële) Haagse verzetsgroep die ook bekendstond als het 'Haagse Korps Karel Doorman'. Deze verzetsgroep hield zich bezig met overvallen op Duitse wapen-/munitiedepots en op zwarthandelaren.
Volgens documenten met betrekking tot zijn broer Gerard Alsem in het archief van de Nederlandse Justitie in Londen (1940-1945) heeft Henk Alsem brieven aan zijn broer Gerard geschreven met locaties van V2-raketstellingen in aanbouw nabij Chateau Bleu-Boshek in Den Haag. Gerard Alsem was een boordwerktuigkundige in dienst van de KLM en vloog drie keer per week tussen Bristol en Lissabon en kon zodoende de brieven in het neutrale Portugal ontvangen en de posities van de in aanbouw zijnde V2-afvuurstellingen doorspelen aan de Engelse autoriteiten.
Henk Alsem stierf op vijftigjarige leeftijd.

## Carrière

### Als acteur
- Clivie Claxon Krijgt Een Erfenis, 1918

### Director of Cinematography
Henk Alsem was Director of Cinematography bij o.a. de volgende Nederlandse filmproducties:
- Bet trekt de 100.000, 1926
- Op hoop van zegen, 1934
- De Jantjes, 1934
- Bleeke Bet, 1934
- Op stap, 1935
- De kribbebijter, 1935 (in de VS ook bekend als The Cross Patch)
- De big van het regiment, 1935
- Kermisgasten, 1936

### Documentaires (selectie)
- Vrijwillige brandweer Wassenaar, 1926
- Droomen, 1931
- Bajoe asih, 1932 (gedeeltelijk gespeelde documentaire over het medisch zendingswerk in voormalig Nederlands Indië. Opnamen van leven en werken in het zendingshospitaal Bajoe-Asih en de daarbij behorende poliklinieken, te Poerwakarta)
- Naar de bollen, 1947
- Song Of The Wheels - De fiets in het Nederlands maatschappelijk verkeer, circa 1947
- Het Gouden Kroningsfestijn, 1948 (deze film is de enige kleurenreportage die is gemaakt van de troonsafstand van koningin Wilhelmina, de inhuldiging van koningin Juliana en de festiviteiten in Nederland)

### Productie in opdracht van het Zendingsbureau te Oegstgeest
- Rawana of De Demon Van Het Opium. Een verhaal van zonde en zegen, 1933 (zie externe links voor deze documentaire online)